# Log (Messgerät)

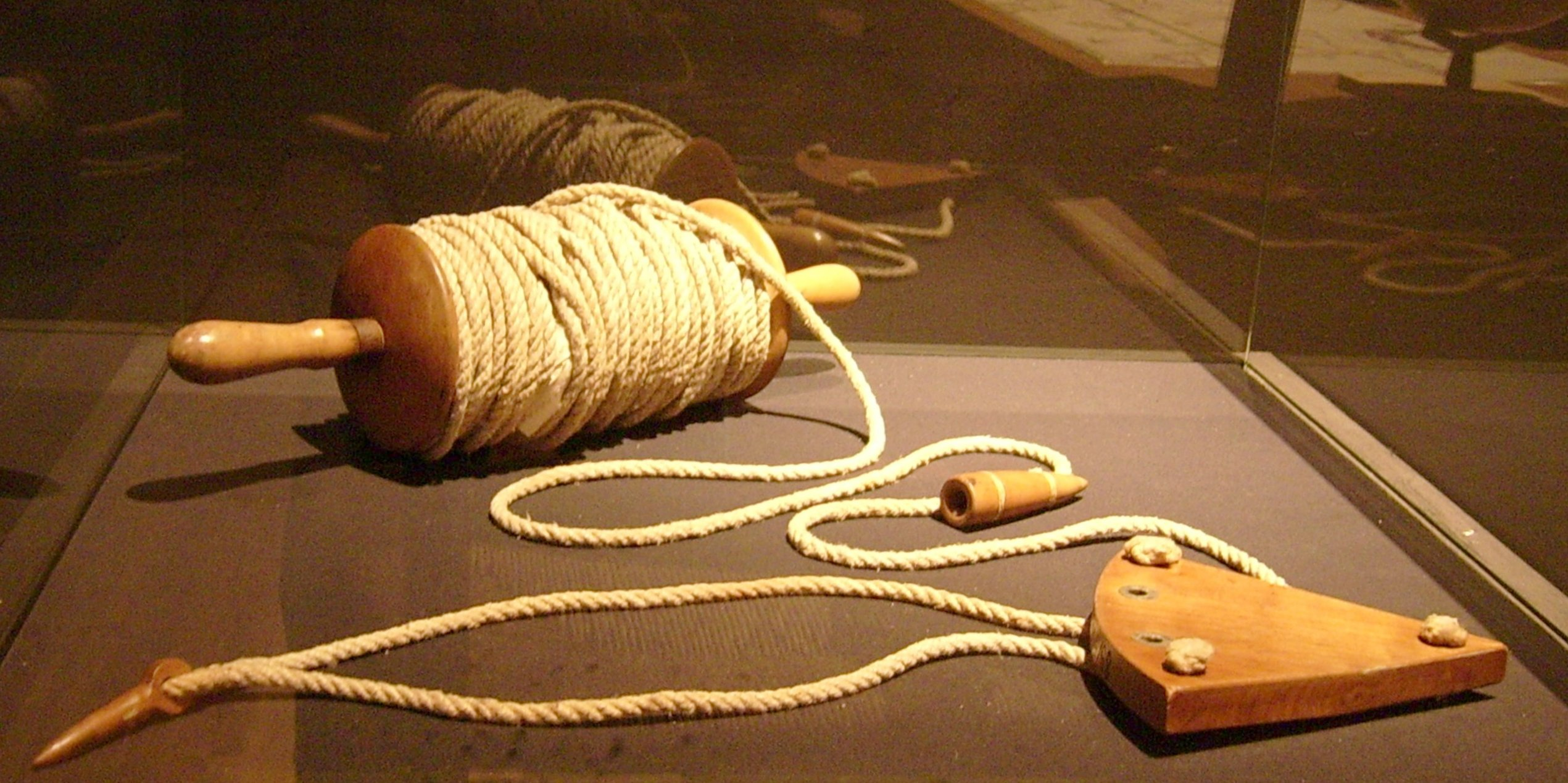
Handlog

Ein Log (auch Logge; von englisch log = (ursprünglich) Holzscheit) ist in der seemännischen Navigation ein Messgerät zur Bestimmung der Fahrt, der Geschwindigkeit von Wasserfahrzeugen. Es zeigt die im Wasser zurückgelegte Strecke an (siehe Fahrt durchs Wasser).
Die ursprüngliche Messmethode bestand darin, ein bleibeschwertes Holzbrett – das Logscheit – in Form eines Viertelkreisausschnittes, das an einer Leine befestigt ist, von einem fahrenden Schiff aus ins Wasser zu werfen: Das Holz bleibt nahezu an derselben Stelle im Wasser liegen. Nach einer gewissen Zeit (die früher mit einer Sanduhr, dem Logglas, ermittelt wurde) wird die Länge der abgelaufenen Logleine bestimmt, danach die ganze Anordnung wieder an Bord gezogen. Setzt man die vom Schiff zurückgelegte Strecke mit der dafür benötigten Zeit ins Verhältnis, lässt sich die Geschwindigkeit des Schiffes im Wasser errechnen.
Die errechnete Geschwindigkeit wurde früher zusammen mit dem angezeigten Kompass-Kurs zur Ortsbestimmung von Wasserfahrzeugen benötigt. Die Standortbestimmung anhand der Addition einzelner per Log und Zeit und Kompass gemessener Wegstücke wird „Koppeln“ oder Koppelnavigation, englisch Dead Reckoning, genannt.
Ein Log kann meist nur die Relativgeschwindigkeit zum umgebenden Wasser (Fahrt durchs Wasser) ermitteln. Zur Bestimmung der absoluten Schiffsgeschwindigkeit war man daher früher auf (Mess- und) Erfahrungswerte der jeweiligen Fluss- bzw. Meeresströmungen angewiesen bzw. musste regelmäßig durch astronomische Navigation die gekoppelten Positionen korrigieren. Heutige Verfahren mittels Funk- und Satellitennavigation ergeben weitaus präzisere Ortsbestimmungen, so dass Messungen mit dem Log meist nur noch informativen Charakter haben oder per Differenz zu den Werten aus der Satellitennavigation Aufschluss über die Wasserströmungen geben.

## Ausführungen und Mess-Prinzipien

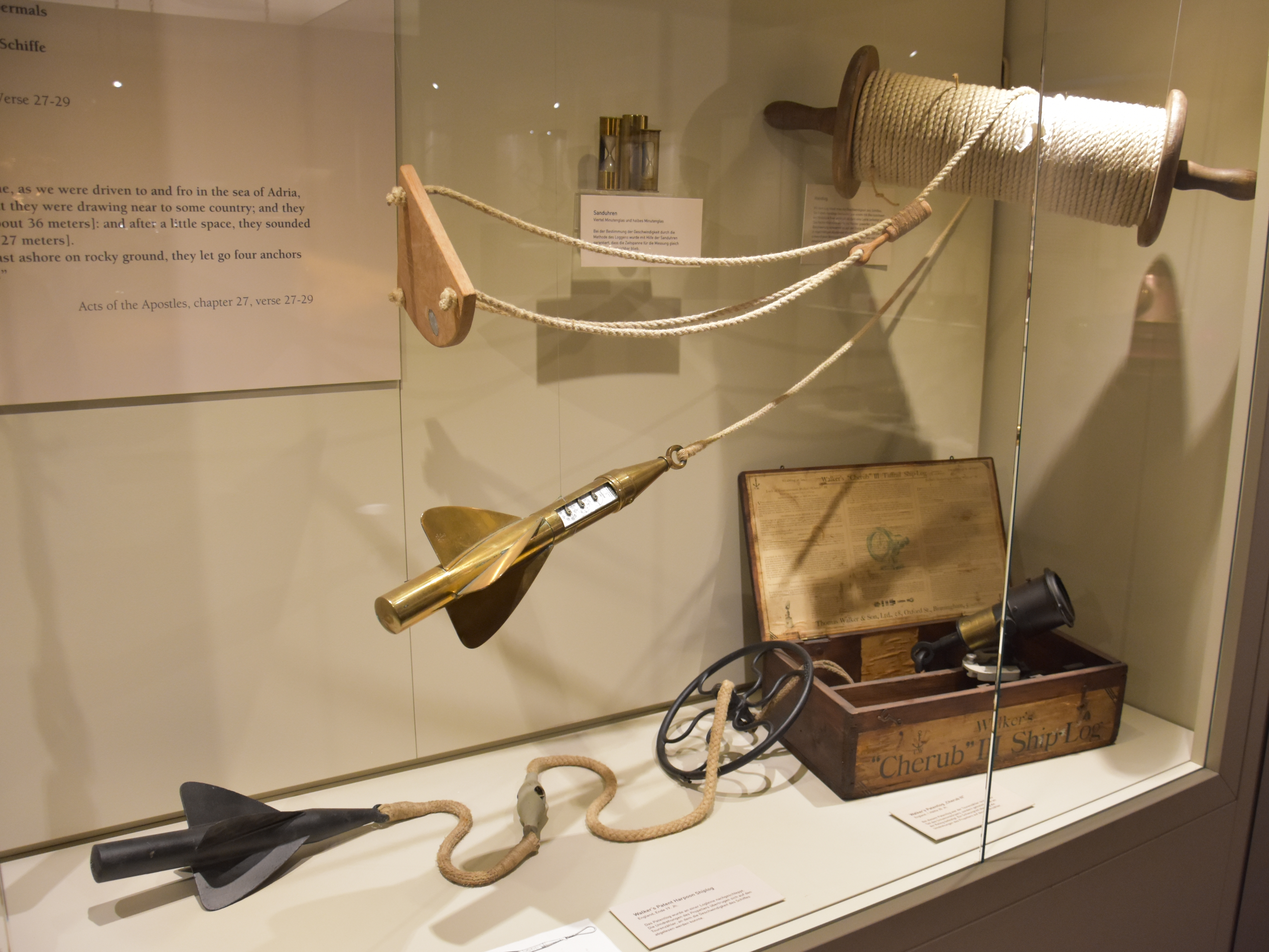
Entwicklungsstadien des Logs, ausgestellt im maritimen Museum Hamburg; Oben: Handlog mit dreieckigem Logscheit und Logleine auf Haspel; Mitte: Patentlog mit Zähler im Propeller; Unten: Patentlog mit Anzeigeinstrument am Ende der Leine (in der Kiste) – dadurch kann die Geschwindigkeit und die zurückgelegte Strecke abgelesen werden, ohne das Log einzuholen

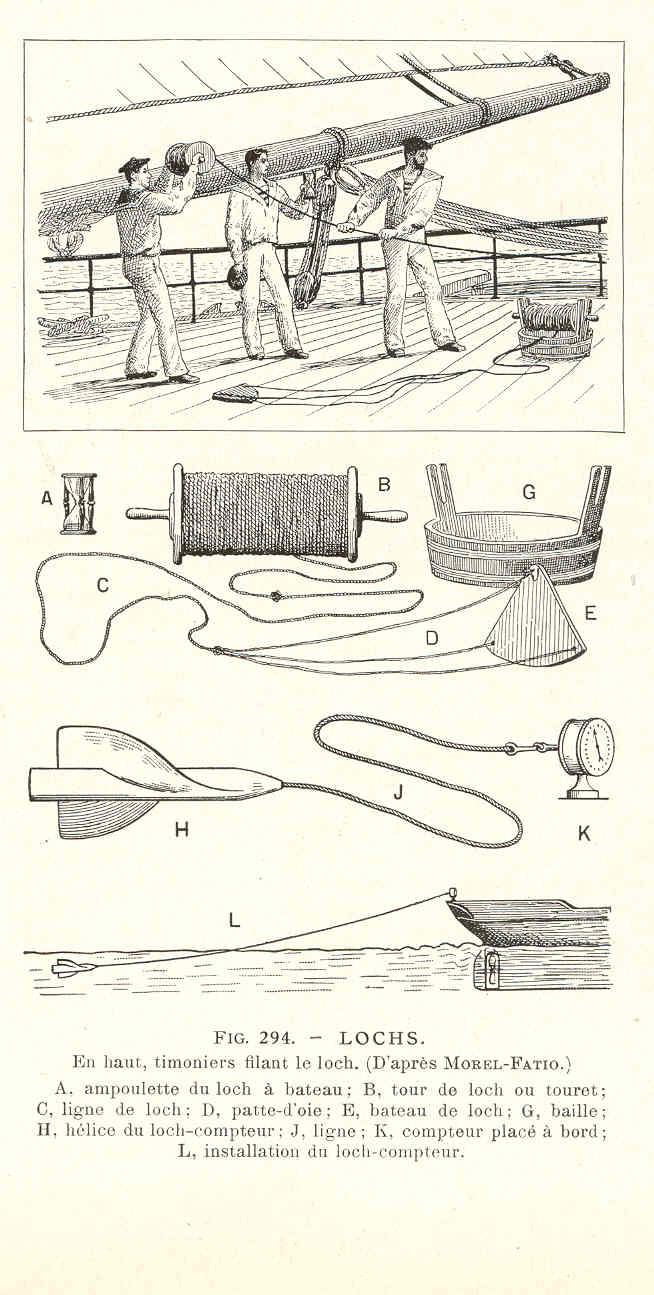
Historische Darstellung von Handlog und Patentlog und ihrer Anwendung (ganz oben bzw. ganz unten)

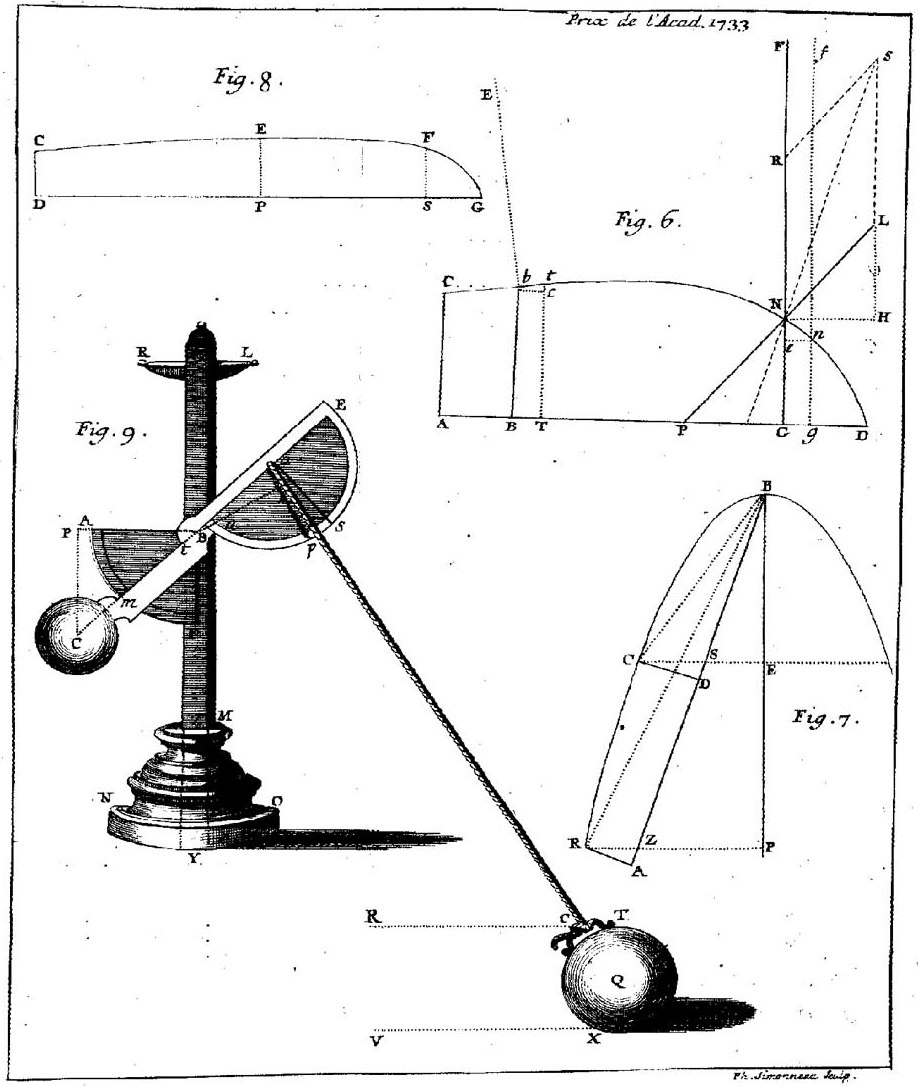
Log, 1734

### Relingslog(Dutchman’s Log)
Das Relingslog ist eine einfache Art zum Bestimmen der Schiffsgeschwindigkeit.
Dabei wird das Maß der Meridiantertie genutzt: 1 Meridiantertie ist der 3600ste Teil einer Seemeile = 0,514 Meter. Da die Sekunde der 3600ste Teil der Stunde ist, entspricht Meridiantertien pro Sekunde genau Seemeilen pro Stunde (also Knoten).
Geschwindigkeit [Knoten]   =   Meridiantertien [0,514m]   /   Zeit [Sekunden]
Zur Messung markiert man eine möglichst lange Strecke entlang der Reling in Meridiantertien und stoppt die Zeit, die ein über Bord geworfenes schwimmendes Stück benötigt, um diese Strecke zu durchlaufen. Beispiel: die Strecke 18 Meridiantertien, in 6 Sekunden durchlaufen, ergibt die Geschwindigkeit 3,00 kn.

### Handlogge (Logscheit)
Die Handlogge wurde zum ersten Mal in William Bournes 'Regiment for the Sea' (1574) erwähnt. Sie besteht aus einem dreieckigen Holzbrett (das Logscheit), das von einem an einer Seite mittig angebrachten Bleigewicht senkrecht im Wasser gehalten wird. Die über eine Hahnepot an den drei Ecken befestigte, durch Knoten im Abstand von 7,72 m (bei einer Sanduhr mit Laufzeit von 15 Sekunden) markierte Logleine ließ man lose von einer Spindel ablaufen, stoppte per Sanduhr (Logglas) und zählte die Knoten nach Ablauf der Sanduhr. Die Ungenauigkeit lag bei weniger als +/− 10 Prozent. Die beiden unteren Tampen des Hahnepot lösen sich unter hohem Zug beim Einholen der Leine, wodurch der für die Funktion der Logge erforderliche, beim Einholen aber äußerst hinderliche hohe Strömungswiderstand entfällt.

### Patentlog (Schlepplog)
Das Patentlog hat einen Impeller, der an einer biegsamen Welle hängt. Seine Drehung wird von einem Zählwerk am Heck des Schiffes als durchlaufene Seemeile oder (in späteren Versionen, quasi als Drehzahlmesser) zusätzlich als Geschwindigkeit angezeigt. Edward Massey ließ sich 1802 sein Patentlog mit Tourenzähler patentieren. 1851 baute Thomas Ferdinand Walker Geräte nach dem gleichen Prinzip, die aber in Meilen geeicht waren. Seine Firma Walker war bis nach Mitte des 20. Jahrhunderts der bekannteste Hersteller derartiger Geräte. Der für diese Art von Log auch bekannte Name Sumlog ist eigentlich der Markenname des ersten Geräts, das die Drehbewegung des Impellers über eine flexible Welle ins Cockpit übertragen konnte.

### Elektrolog
Als Elektrolog (auch Induktionslog) bezeichnet man ein Messgerät zur Bestimmung der Geschwindigkeit und der zurückgelegten Distanz eines Schiffes basierend auf einem elektrodynamischen Messprinzip. Der Elektrolog-Geber besteht aus einem kleinen Paddelrad, das vom Wasser angeströmt wird, sich dreht und durch kleine Magnete in den Flügeln Spannungimpulse in einer Elektronik (meist ein Hall-Sensor) erzeugt, die sich proportional zur Geschwindigkeit verhalten. Die Spannungen werden über Verstärker und Messumformer einem Anzeigegerät zugeführt, das die Geschwindigkeit anzeigt und durch Integration über die Zeit auch die zurückgelegte Distanz darstellen kann. Diese Messmethode ist die bei kleinen Schiffen heute übliche. Sie funktioniert auch bei sehr geringer Bootsgeschwindigkeit.

### Elektronische Loggen
Elektronische Loggen funktionieren mit Ultraschall, der schräg voraus abgestrahlt und vom Meeresboden oder von Luftblasen im Wasser reflektiert wird. Ein anderes, spezielles, Prinzip nutzt die elektrische Leitfähigkeit des Salzwassers. Dafür wird ein elektromagnetisches Feld erzeugt, das sich analog zur Geschwindigkeit verändert.

### Staudrucklog (Rohrlog)
Die hydrostatischen Loggen wiederum messen den Staudruck des Wassers gegen das fahrende Schiff und entsprechen dem Staurohr der Flugzeuge. Der Messbereich bei Schiffen liegt zwischen 2 und etwa 50 Knoten. Der Staudruck ist direkt proportional zur Geschwindigkeit des Schiffes. Auch die Umdrehungen des Propellers geben ein passables Maß für die Fahrt, wenn sie wegen Tiefgang, Seegang, Algenbewuchs usw. korrigiert werden. Diese Kalibrierung auf einer bekannten Teststrecke – etwa zwischen zwei Baken eines Fahrwassers – nennt man „Meilenlaufen“.

### Dopplerlog
Die Sonar-Doppler-Logge senden Unterwasserschallsignale aus. Wenn die Schallwelle auf dem Meeresboden ankommt, wird sie dort reflektiert und gelangt dann zum Sender/Empfänger des Logges zurück. Der Meeresboden bewegt sich relativ zum Schiff, da dieses sich relativ zum Meeresboden bewegt, und so kommt es zu einem Doppler-Effekt, der im Gerät ausgewertet werden kann.
Solange die Schallwellen noch zum Meeresboden und zurück gelangen, messen die Sonar-Doppler-Logge die Fahrt über Grund. Sollte es aber nicht mehr möglich sein, den Meeresboden als Referenz zu benutzen, so benutzt das Gerät Schwebeteilchen (Plankton, Mineralien, Dreck usw.) im Wasser, um die Fahrt durchs Wasser anhand der Reflexionen und der dadurch resultierenden Frequenzverschiebung zu messen.

## Generelles zu Loggen
Um von der Fahrt durchs Wasser auf die „Fahrt über Grund“ zu schließen, müssen sie wegen der äußeren Einflüsse, insbesondere der Abdrift, gegebenenfalls korrigiert werden. Diese Abdrift musste früher geschätzt werden.
Sie ist:
1. beim Ankern messbar (siehe oben), oder
2. in einem Seehandbuch nach Revier und Jahreszeit zu finden,
3. oder meteorologisch annähernd über den Wind abschätzbar.

Modellhafte Vorausberechnungen gemäß Wetterlage, thermischen Gradienten und Salzgehalt sind heutzutage möglich – siehe Ozeanografie.
Am einfachsten ist die Bestimmung der Abdrift heutzutage umgekehrt durch Vergleich von Loggewert, also Fahrt durchs Wasser und Fahrt über Grund, welche aus anderen Navigationsverfahren (z. B. GPS) zur Verfügung gestellt werden kann.
Bei starker Strömung können zwischen der Fahrt durchs Wasser und der Fahrt über Grund durchaus erhebliche Differenzen bestehen, die so weit gehen können, dass der Kurs über Grund in die entgegengesetzte Richtung wie der anliegende Kompasskurs zeigt. In diesem Fall zeigt das Log nach wie vor eine Geschwindigkeit nach vorne an, obwohl das Schiff in Wahrheit rückwärts fährt. Neben erheblichem Zeitverlust kann dies auch zur Strandung führen, wenn die Situation nicht rechtzeitig erkannt wird.
Die Fahrt durchs Wasser kann zum sicheren Navigieren des Schiffes trotz GPS von Bedeutung sein, denn die Steuerbarkeit des Schiffes hängt von dieser ab. Ein Schiff, das keine Fahrt durchs Wasser macht, reagiert nicht auf Ruderbewegungen, unabhängig von der Fahrt über Grund. Auch die Rumpfgeschwindigkeit bezieht sich immer auf die Fahrt durchs Wasser. Bei unbekannter Strömung ist eine Koppelnavigation lediglich mit der Fahrt durchs Wasser mit erheblichen Fehlern belastet, weshalb sich hier dann die Verwendung moderner Navigationsverfahren anbietet.